# Кашперівська сільська рада (Тетіївський район)
| Кашперівська сільська рада — колишній орган місцевого самоврядування у Тетіївському районі Київської області з адміністративним центром у с. Кашперівка. Історична дата утворення: в 1919 році. Сільській раді були підпорядковані населені пункти: - с. Кашперівка |

## Склад ради
Рада складалась з 30 депутатів та голови.

### Керівний склад ради
| ПІБ                            | Основні відомості                                            | Дата обрання | Дата звільнення |
| ------------------------------ | ------------------------------------------------------------ | ------------ | --------------- |
| Шевчук Олександр Володимирович | Сільський голова, 1968 року народження, освіта, безпартійний | 26.03.2006   | 31.10.2010      |
| Скрипник Володимир Степанович  | Сільський голова, 1979 року народження, освіта вища          |              |                 |

Примітка: таблиця складена за даними джерела